# Profile-guided optimization
Profile-guided optimization (PGO) — техника оптимизации программы компилятором, нацеленная на увеличение производительности выполнения программы. В отличие от традиционных способов оптимизации, анализирующих исключительно исходные коды, PGO использует результаты измерений тестовых запусков оптимизируемой программы для генерации более оптимального кода. Тестовые запуски выявляют, какие части программы исполняются чаще, а какие реже. Преимущество такого подхода в том, что компилятор не строит предположений при выборе способа оптимизации, а использует реальную статистику, собранную во время выполнения программы. Необходимо учитывать, что тестовые запуски программы должны выполняться по наиболее типичному сценарию, чтобы статистика была репрезентативной, иначе производительность программы может даже ухудшаться.

## Методы оптимизации
Среди оптимизаций, которые могут использовать статистику, собранную при помощи PGO:
- Inlining — например, если функция A часто вызывает функцию B, и функция B достаточна мала, тогда функция B встраивается в A. Это делается на основе реальной статистики запусков программы.
- Virtual Call Speculation  — если виртуальный вызов или вызов через функцию-указатель часто указывает на конкретную функцию, то он может быть заменён на условно-прямой (срабатывающий при выполнении условия) вызов конкретной функции, и функция может быть даже встроена (inline).
- Register Allocation — оптимизация распределения регистров на основе собранных данных.
- Basic Block Optimization — эта оптимизация позволяет поместить совместно вызываемые блоки кода в общую страницу памяти, что минимизирует количество используемых страниц и перерасход памяти.
- Size/Speed Optimization  — функции, в которых программа тратит значительную часть времени, могут быть оптимизированы по скорости выполнения.
- Function Layout  — на основании графа вызовов функции, принадлежащие одной цепочке исполнения, будут помещены в одну и ту же секцию.
- Conditional Branch Optimization — оптимизация ветвлений и switch выражений. На основе тестовых запусков PGO помогает определить, какие условия в switch выражении выполняются чаще других. Эти значения затем могут быть вынесены из switch выражения. То же самое относится к if/else: компилятор может упорядочить ветви на основании данных о том, какая из них вызывается чаще.
- Dead Code Separation  — код, который не вызывался во время тестовых запусков, может быть перемещён в специальную секцию, чтобы исключить его попадание в часто используемые страницы памяти.
- EH Code Separation — код обработки исключения, выполняющийся в исключительных случаях, может быть перенесён в отдельную секцию, если возможно определить, что исключения срабатывают в конкретно определённых условиях.
- Memory Intrinsics — функции для работы с памятью, такие как memset, memcpy и другие, могут быть встроены либо оптимизированы для наиболее частого размера блоков.

## Реализации
Техники оптимизации PGO реализованы, в частности, компиляторами:
- Intel C++ Compiler
- Intel Fortran Compiler
- GCC
- Sun Studio
- Microsoft Visual C++
- Clang[2]
- .NET Just-in-Time (JIT)